# Edgar Scherkl
Edgar Scherkl (* 18. Juli 1961) ist ein deutscher Hundesportler, Hundezüchter und vierfacher Weltmeister im Gebrauchshundesport.

## Leben
Edgar Scherkl bekam seinen ersten Hund mit 15 und begann mit dem Hundesport. 
Er gewann 1990 mit dem damals dreijährigen Malinoisrüden Arco van de Puttershoef das erste Championat des Deutschen Malinois-Clubs (DMC) in Deutschland. Im Folgejahr wurde er mit Arco deutscher Meister im Verband für das Deutsche Hundewesen (VDH) und im DMC. Im  Jahre 1992 traten beide international an und erreichten in Elversberg die Vizeweltmeisterschaft der Fédération Mondiale du Berger Belge (FMBB). 2001 errang Scherkl bei der FMBB WM mit A'Desert der Sonne entgegen, ebenfalls einem Malionoisrüden, den ersten Titel als Weltmeister. Im darauffolgenden Jahr wurden beide sowohl deutscher Meister im VDH als auch Weltmeister der Fédération Cynologique Internationale (FCI). Diesen Titel gewann Scherkl 2008 mit Cayman vom Adlerauge erneut. 2011 wurde das Team FMBB Weltmeister.
Er ist Züchter und Leistungsrichter im DMC und war von 2007 bis 2024 dessen Vorsitzender. Er leitet Seminare und Workshops für Hundesportler und auch Leistungsrichter beim VDH.
Scherkl ist gelernter Heizungsbaumeister, Geschäftsführer eines Heizungsbauunternehmens und lebt in Moers.

## Erfolge

### International
- 2013: MBB WM IPO in Aubigny-sur-Nère, Frankreich, 13. Platz mit Cayman vom Adlerauge, Malinois
- 2012: FCI WM IPO in Zalaegerszeg, Ungarn, 7. Platz mit Cayman vom Adlerauge, Malinois
- 2011: FCI WM IPO in Rheine, Deutschland, 2. Platz mit Cayman vom Adlerauge, Malinois
- 2011: FMBB WM IPO in Nieuwpoort, Belgien, 1. Platz mit Cayman vom Adlerauge, Malinois
- 2010: FCI WM IPO in Hämeenlinna, Finnland, 2. Platz mit Cayman vom Adlerauge, Malinois
- 2010: FMBB WM IPO in Cottbus, Deutschland, 17. Platz mit Cayman vom Adlerauge, Malinois
- 2009: FCI WM IPO in Schwanenstadt, Österreich, 3. Platz mit Cayman vom Adlerauge, Malinois
- 2009: FMBB WM IPO in Roudnice, Tschechien, 3. Platz mit Cayman vom Adlerauge, Malinois
- 2008: FCI WM IPO in Wavre, Belgien, 1. Platz mit Cayman vom Adlerauge, Malinois
- 2003: FMBB WM IPO in De Haan, Belgien, 8. Platz mit A'Desert der Sonne entgegen, Malinois
- 2002: FCI WM IPO in Baunatal, Deutschland, 1. Platz mit A'Desert der Sonne entgegen, Malinois
- 2002: FMBB WM IPO in Kocevje, Slowenien, 8. Platz mit A'Desert der Sonne entgegen, Malinois
- 2001: FMBB WM IPO in Martigny, Schweiz, 1. Platz mit A'Desert der Sonne entgegen, Malinois
- 2000: FCI WM IPO in Baar ZG, Schweiz, 2. Platz mit A'Desert der Sonne entgegen, Malinois
- 1994: FMBB EM IPO in Saint-Imier, Schweiz, 3. Platz mit Arco van de Puttershoef, Malinois
- 1992: FMBB EM IPO in Elversberg , Deutschland, 2. Platz mit Arco van de Puttershoef, Malinois

### National
- 2021: DMC Championat in Rottweil, 1. Platz mit Nikelson van het Dreiland, Malinois
- 2015: DMC Championat in Unna, 3. Platz mit Myron vom Drachenherz, Malinois
- 2012: VDH DM IPO in Weida, 1. Platz mit Cayman vom Adlerauge, Malinois
- 2011: DMC Championat in Hörstel, 1. Platz mit Cayman vom Adlerauge, Malinois
- 2011: VDH DM IPO in Herne, 1. Platz mit Cayman vom Adlerauge, Malinois
- 2010: DMC Championat in Unna, 1. Platz mit Myron vom Drachenherz, Malinois
- 2009: DMC Championat in Waldmünchen, 1. Platz mit Myron vom Drachenherz, Malinois
- 2002: VDH DM in Coesfeld, 1. Platz mit A'Desert der Sonne entgegen, Malinois
- 2001: DMC Championat in Sulzbach-Laufen, 2. Platz mit A'Desert der Sonne entgegen, Malinois
- 2000: VDH DM in Everswinkel, 2. Platz mit A'Desert der Sonne entgegen, Malinois
- 2000: DMC Championat in Eschweiler, 3. Platz mit A'Desert der Sonne entgegen, Malinois
- 1997: VDH DM FH in Holzwickede, 1. Platz mit Arco van de Puttershoef, Malinois
- 1994: DMC Championat in Speisen, 2. Platz mit Arco van de Puttershoef, Malinois
- 1993: DMC Championat in Eschweiler, 1. Platz mit Arco van de Puttershoef, Malinois
- 1991: DMC Championat in Zellhausen, 1. Platz mit Arco van de Puttershoef, Malinois
- 1991: VDH DM in Krefeld, 1. Platz mit Arco van de Puttershoef, Malinois
- 1990: DMC Championat in St. Ingbert, 1. Platz mit Arco van de Puttershoef, Malinois